# Rosella Masseglia Natali
Rosella Masseglia Natali, pseudonimo di Rossella Masseglia Natali (Milano, 1943 – Bascapè, 12 aprile 2013), è stata una cantante italiana.

## Biografia
Figlia dei cantanti Aldo Masseglia e Nuccia Natali, studia canto fin da bambina. Nella primavera del 1958, grazie al maestro Gorni Kramer, partecipa al programma radiofonico Solo contro tutti, condotto da Mario Riva, dove ottiene unanimi consensi e un contratto con la casa discografica Combo Record. Debutta in televisione nella trasmissione Il Musichiere pochi mesi dopo.
Nel 1960 partecipa alla Sei giorni della canzone, sagra canora organizzata dal Corriere Lombardo, con il brano Sogno se mi guardi. Nell'agosto dello stesso anno partecipa al Festival del Musichiere con il motivo Non mi sembra vero classificandosi al quarto posto, dopodiché si aggiudica il terzo premio al Festival di Milano con il brano Dovunque in abbinamento con la cantante Anna D'Amico. In ottobre, invece, è tra i partecipanti del Festival della canzone italiana di Zurigo con il motivo La vita cos'è. 
L'anno successivo registra Cu-cu-rru-cucu paloma, uno dei suoi più grandi successi, e debutta in teatro nella rivista Buone vacanze con l'orchestra Kramer, il Quartetto Cetra e Mario Di Giglio. Ad agosto è protagonista al Festival Calabrese della Canzone Italiana di Vibo Valentia, dove risulta prima classificata con la canzone Un bacio può cambiare tante cose. 
Nel 1963, dopo aver firmato un nuovo contratto discografico con l'etichetta Columbia, partecipa alla manifestazione Ribalta per Sanremo, concorso di voci nuove indetto da Gianni Ravera. Nell'ottobre dello stesso anno partecipa all'11º Festival di Napoli, dove propone 'A chitarra e tu, eseguita in abbinamento con Giacomo Rondinella e Sunnanno a Santa Lucia, composizione doppiata da Mario Abbate. Negli anni successivi intraprende varie tournée in Italia e fuori da essa, finché si sposa e si ritira a vita privata.

## Discografia

### Singoli
- 1959 – Quando la luna/Primo fiore (Combo Record, 5268)
- 1959 – Tutto/Più di così (Combo Record, 5269)
- 1961 – Cu-cu-rru-cucu paloma/Sogno se mi guardi (Combo Record, 154)
- 1961 – Buon natale all'italiana/Credo nel paradiso (Combo Record, 164)
- 1961 – Come il fiume/Sera d'inverno (Combo Record, 166)
- 1961 – Soldi soldi/M'ha baciato (Combo Record, 186)
- 1961 – Pollo e champagne/Cha cha China (Combo Record, 187)
- 1962 – Gelosia/Ciribiribin (Combo Record, 199)
- 1962 – Violetera/Lolita di Siviglia (Combo Record, 248)
- 1962 – Tico tico/Valzer delle candele (Combo Record, 275)
- 1962 – Tango delle capinere/Ciribiribin (Combo Record, 299)
- 1963 – Baseme/La paloma (Columbia, SCMQ 1583)
- 1963 – Ay ay che luna/La storia di un no (Columbia, SCMQ 1653)
- 1963 – Un messicano/La canzone che piaceva a te (Columbia, SCMQ 1674)
- 1963 – 'A chitarra e tu/Scetammoce (Columbia, SCMQ 1724)
- 1963 – Sunnanno a Santa Lucia/L'ammore nun se venne (Columbia, SCMQ 1725)

### Altro
- 1960 – Domenica è sempre domenica (The Red Record, N. 20056) (45 giri Flexy-disc allegato alla rivista Il Musichiere N° 67, 14 aprile)
- 1960 – Quando la luna/Primo fiore/Più di così!/Tutto (Combo Record, EP 10124)

## Discografia fuori dall'Italia

### 45 giri
- 1962 – Tico tico/Valzer delle candele (Minstrel, MS-7028; pubblicato in Australia)
- 1963 – Besame/La paloma (La Voz de su Amo, 7PL 63.078; pubblicato in Spagna)